# Biblioteca Clarà
La Biblioteca Clarà està situada al barri de Tres Torres de Barcelona. Inicialment, fou el Museu Clarà, un museu d'art ubicat a Barcelona que recollia un seguit d'escultures de Josep Clarà i Ayats. Un cop tancat el museu gran part del fons museístic va ser traslladat al Museu Nacional d'Art de Catalunya i al Museu de la Garrotxa, convertint l'edifici en l'actual biblioteca pública.

## Història

### Edifici
Josep Clarà adquirí l'edifici el 1942 i encarregà a l'arquitecte Raimon Duran i Reynals la remodelació, a l'estil racionalista, per a fer-hi el seu taller, on hi comença a treballar el 1947, fins a la seva mort, el 1958. L'edifici es convertí en museu de la seva obra, des de 1969 fins a 1995. L'arquitecte Tonet Sunyer el va rehabilitar per a convertir-lo en biblioteca, que s'inaugurà el febrer del 2000. Al jardí de la biblioteca, que manté l'essència de com el va dissenyar Josep Clarà, hi ha còpies de bronze de les escultures més emblemàtiques de l'artista, arbres fruiters i una pèrgola.

### Llegat
L'olotí Josep Clarà i la seva germana i hereva, Carme Clarà, havien fet hereu universal del seu llegat l'Ajuntament de Barcelona. L'any 1964 es feu efectiva la donació de la casa de l'escultor, que estava ubicada al barri de les Tres Torres, juntament amb el taller i el jardí que l'envoltava.
El llegat també incloïa prop de vuit-centes escultures (els seus guixos i obres de marbre i altres materials), prop de deu mil dibuixos propis, la seva col·lecció de pintures formada per obres d'artistes contemporanis i amics i la seva biblioteca personal. El llegat es va donar amb l'encàrrec i la condició de crear un museu, juntament amb una quantitat important de diners en metàl·lic per a constituir una fundació.
Després d'arranjar el museu a l'antic taller de l'escultor, sota la direcció de l'arquitecte municipal Ignasi Maria Serra i Goday,el museu es va inaugurar l'any 1969, encara que no es va crear la fundació, el testament de la germana de l'artista confirmà aquesta donació l'any 1982.

### Anunci de tancament
Posteriorment, el 1995 l'Ajuntament de Barcelona va tancar i desmantellar el museu, al·legant un baix nombre de visitants, uns quatre al dia. En aquella època l'alcalde era Pasqual Maragall i Oriol Bohigas n'era el regidor de cultura. El tancament va tenir un ampli ressò social, amb molts comentaris crítics a la premsa, així com de personalitats del món de la cultura que s'hi oposaren. La mateixa Junta de Museus de Catalunya no avalà el canvi proposat.
Oriol Bohigas, seguidor de la idea de museu-magatzem, volia integrar el Museu Clarà al Museu Nacional d'Art de Catalunya (MNAC) per tal d'ajudar a la construcció d'una col·lecció de referència pel Museu Nacional i a la millor visibilitat de l'obra de l'escultor noucentista. Segons una carta a Xavier Barral, li recrimina que era precisament de Barral la proposta de:
| «               | la teva proposta era dividida en tres etapes: fer una gran exposició al Palau Nacional en el moment de desmuntar el museu que servís de resum crític i d'impuls divulgador, situar definitivament a les sales del Museu les peces més significatives i als arxius els documents i els dibuixos; utilitzar la resta del material per a una seqüència d'exposicions temporals fins i tot en altres museus… | » |
| — Oriol Bohigas | |   |

### Resposta ciutadana
Al cap de pocs mesos d'anunciar-se el tancament es va crear l'Associació d'Amics del Museu Clarà, presidida pel galerista Carles de Sicart Escoda, per reivindicar la reobertura del museu i impedir la dispersió de les seves col·leccions. També l'Associació Catalana de Crítics d'Art va demanar mantenir la col·lecció i la reobertura del museu al carrer de Calatrava de Barcelona.
Per intentar reduir les crítiques, l'Ajuntament de Barcelona va argumentar que l'interès per Clarà «havia arribat massa tard a la ciutat». El llavors alcalde Pasqual Maragall va remarcar el 7 de març de 1996 que el trasllat de les peces «era legal i no es contradeia amb el testament de l'artista». Aquell mateix any a la tardor es va inaugurar al MNAC una mostra retrospectiva de l'artista. A Olot, per contra, l'1 de març del mateix any diversos representants del món cultural olotí s'havien reunit al Teatre Principal per signar un manifest de suport al retorn del conjunt patrimonial.
Fins i tot es van dur a terme dues manifestacions de centenars de ciutadans que demanaven que no es tanqués el museu. Van tenir lloc el 16 de març i el 27 d'abril. La neboda de l'artista, Josette Clarà, va denunciar l'Ajuntament per incompliment del desig del seu oncle. La sentència donà la raó moral a la neboda, però va considerar que «d'acord amb el Dret Civil català no es pot obligar l'Ajuntament a mantenir obert el museu».
Inicialment, la major part de les obres havien sigut dipositades al MNAC. Va ser quan es va signar un conveni entre el museu i els ajuntaments d'Olot i Barcelona que es van començar a traslladar la gran part d'escultures del fons al Museu de la Garrotxa. S'hi van enviar més de set-centes escultures i altres peces de Clarà i al MNAC en van quedar un centenar, així com els apunts, esbossos i uns quinze mil dibuixos i d'altres efectes personals. A Olot les obres van ser rebudes amb goig.

### Abandonament i enderroc
Amb el temps la casa de l'artista abandonada va acabar en un estat gairebé ruïnós. fins que l'agost de 1999, l'Ajuntament —amb Joan Clos com a alcalde i essent regidor de Cultura Ferran Mascarell— va fer enderrocar la casa i desmantellar el jardí noucentista.

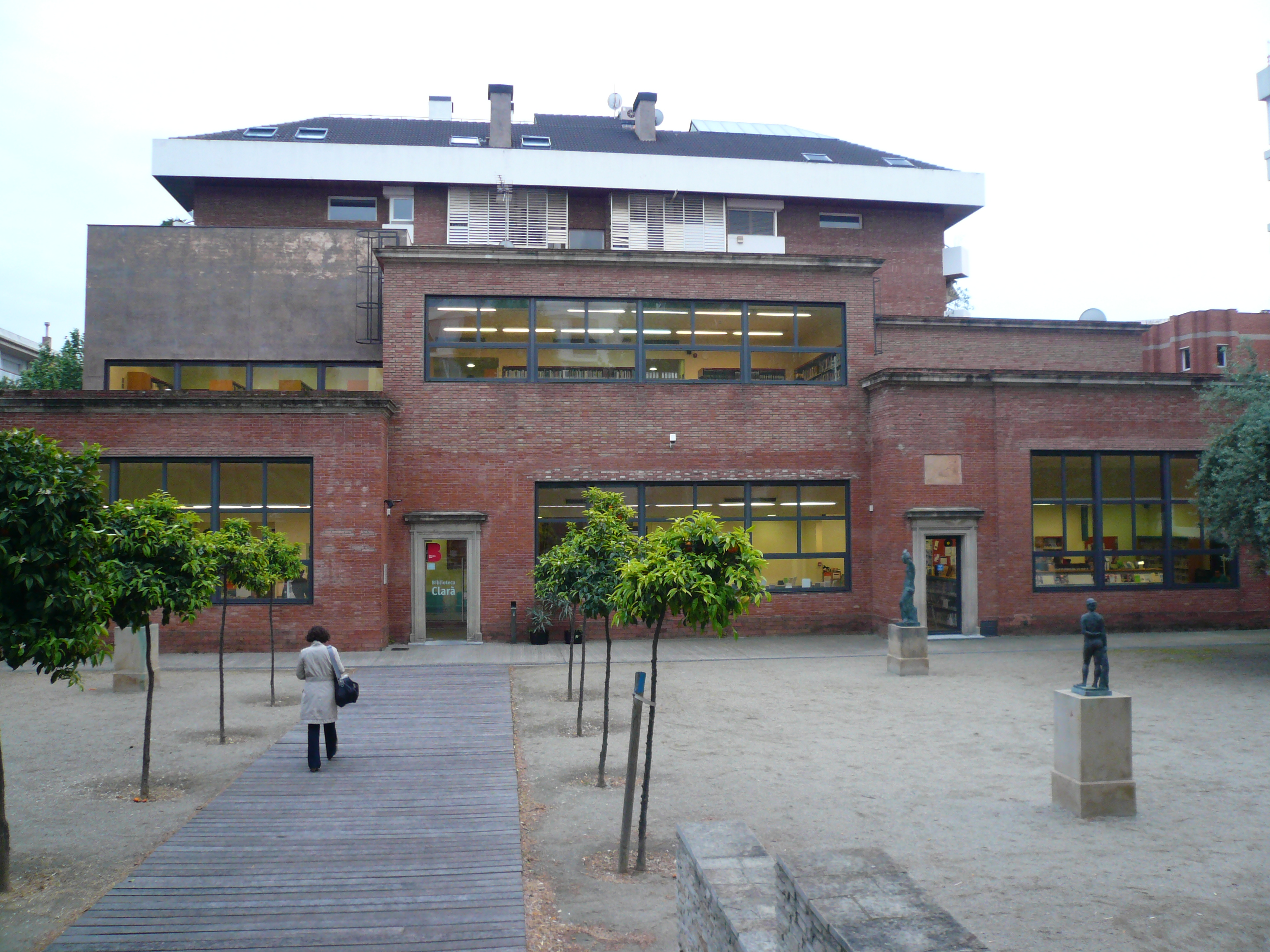
La biblioteca Clarà i el seu jardí d'escultures de Josep Clarà

### Biblioteca
El taller va ser convertit en una biblioteca pública que actualment porta el nom de l'insigne escultor català. La biblioteca compta amb una secció específica dedicada al noucentisme i a Josep Clarà, format per una selecció dels llibres i revistes que constituïen la biblioteca particular de l'escultor i la seva família, entre els quals hi ha llibres, dossiers, revistes en diversos idiomes i altres documents, des de l'any 1700 (els més antics) fins a l'any 1978 aproximadament. Entre d'altres, hi ha joies com els llibres personals de Josep Clarà dedicats als amics, com ara els escriptors Emma di Rienzi, Manuel Machado i José Francés.